# Fremont Street
A Fremont Street é uma rua localizada no centro da cidade de Las Vegas, Nevada. É considerada a segunda rua mais conhecida de Las Vegas, atrás apenas da Las Vegas Strip. O nome "Fremont" é uma homenagem ao explorador americano John Charles Frémont.
A rua foi o cenário do vídeoclipe da canção I Still Haven't Found What I'm Looking For de U2.

## Fremont Street Experience

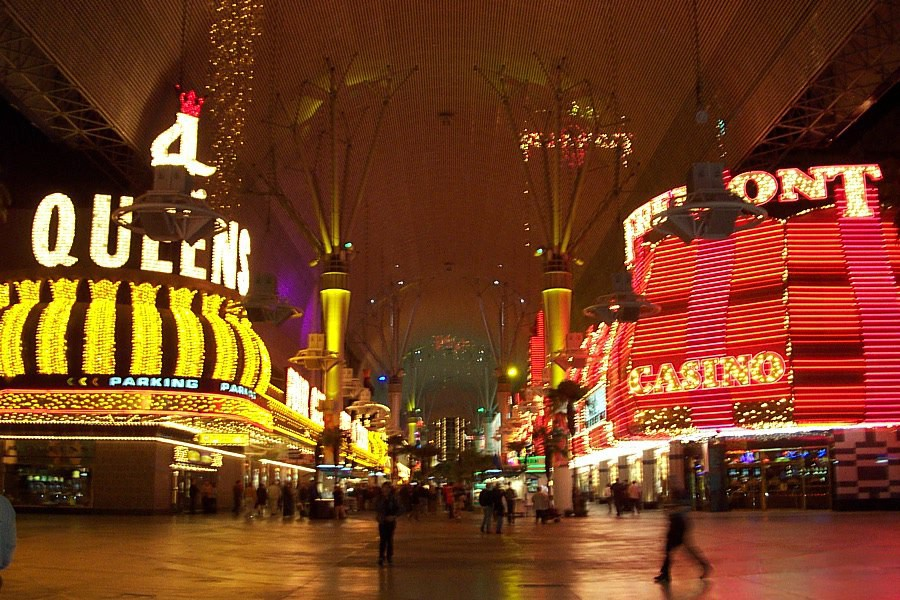
Fremont Street Experience. O cassino Four Queens pode ser visto na foto.

Fremont Street Experience é uma área coberta que ocupa aproximadamente 5 quarteirões da Fremont Street e desde 1994 só é permitida o tráfego de pedestres.

## Galeria de imagens

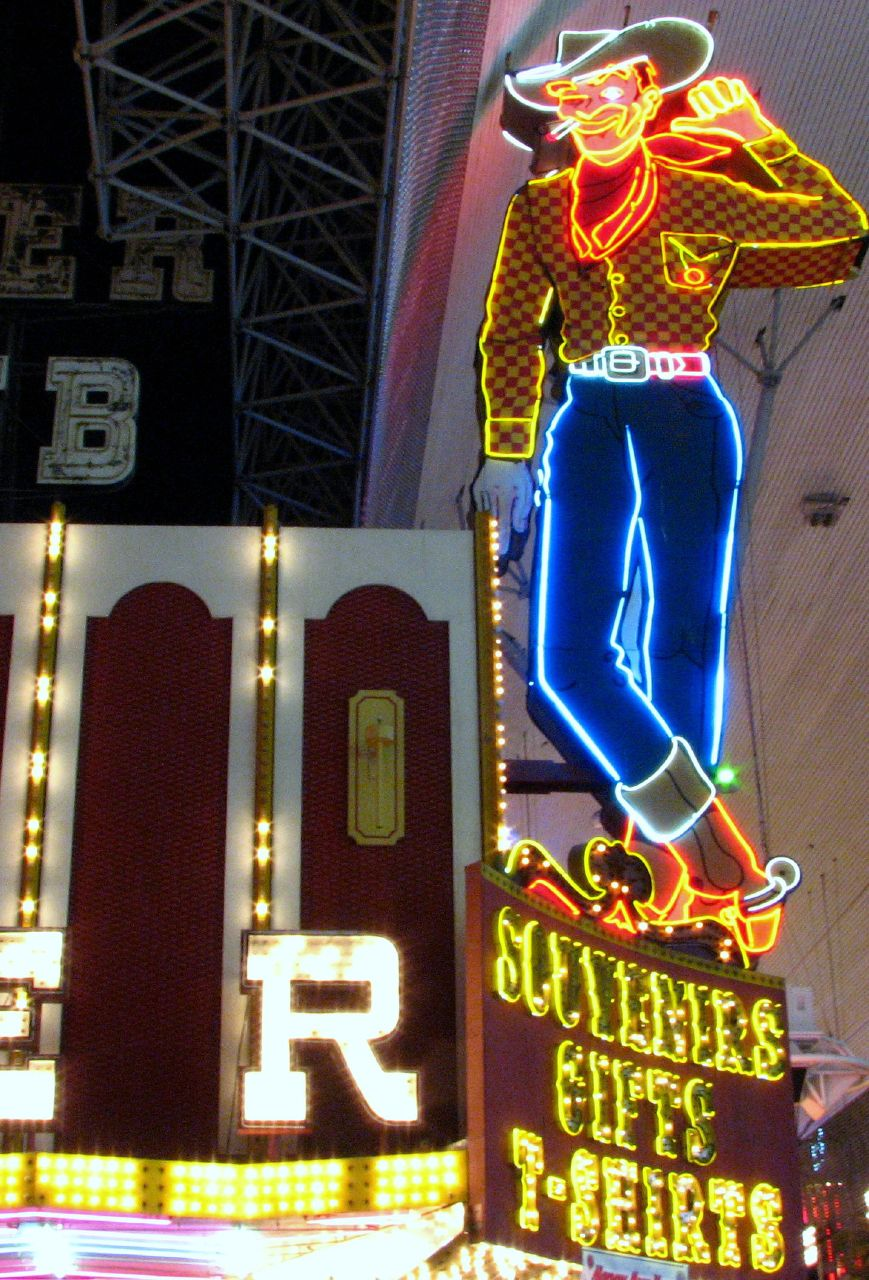
O cowboy Vegas Vic, um dos cartões postais da Fremont Street.
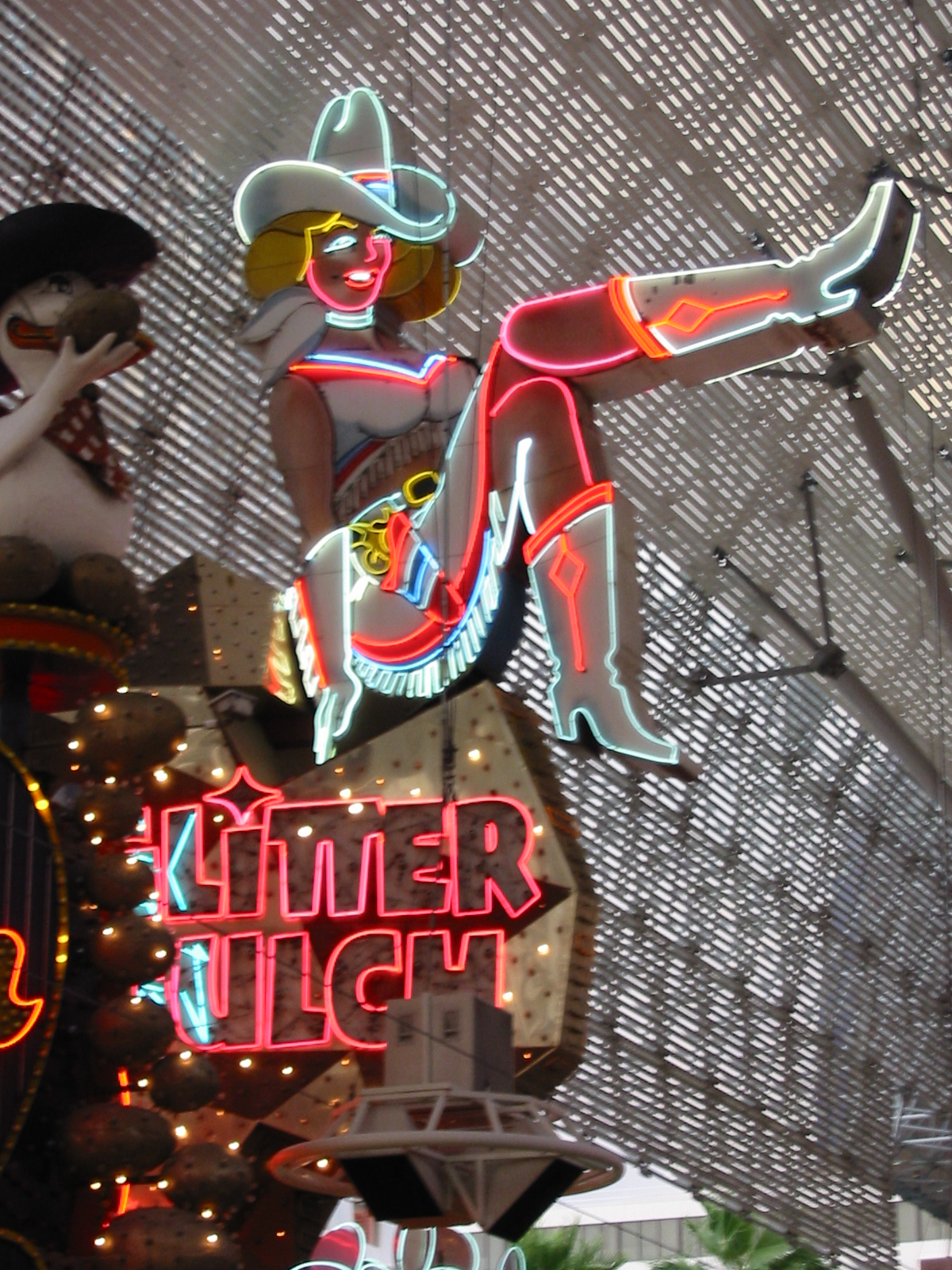
Vegas Vicky, outra atração da Fremont.

1. ↑  U2VEVO (17 de outubro de 2016), U2 - I Still Haven't Found What I'm Looking For (Official Music Video), consultado em 21 de julho de 2024